# Ourton
Ourton (Nederlands: Orten) is een gemeente in het Franse departement Pas-de-Calais (regio Hauts-de-France) en telt 700 inwoners (1999). De plaats maakt deel uit van het arrondissement Béthune (Betun).

## Geografie
De oppervlakte van Ourton bedraagt 5,3 km², de bevolkingsdichtheid is 132,1 inwoners per km².
De onderstaande kaart toont de ligging van Ourton met de belangrijkste infrastructuur en aangrenzende gemeenten.

## Demografie
Onderstaande figuur toont het verloop van het inwonertal (bron: INSEE-tellingen).